# Takamasa Abiko
Takamasa Abiko (安彦 考真 Abiko Takamasa?, nacido el 1 de febrero de 1978 en Kanagawa) es un futbolista japonés que juega como delantero.

## Trayectoria

### Clubes
| Club           | País  | Año    |
| -------------- | ----- | ------ |
| Mito HollyHock | Japón | 2018   |
| YSCC Yokohama  | Japón | 2019 - |

## Estadística de carrera

### J. League
| Club           | Año   | J. League | J. League | Copa J. League | Copa J. League | Total | Total |
| Club           | Año   | Part.     | Goles     | Part.          | Goles          | Part. | Goles |
| -------------- | ----- | --------- | --------- | -------------- | -------------- | ----- | ----- |
| Mito HollyHock | 2018  | 0         | 0         | -              | -              | 0     | 0     |
| YSCC Yokohama  | 2019  | 8         | 0         | -              | -              | 8     | 0     |
| Total          | Total | 8         | 0         | 0              | 0              | 8     | 0     |